# Lenco BearCat
Il Lenco BearCat è un veicolo ruotato per SWAT progettato per uso militare e di polizia. È utilizzato da parecchie forze militari e organizzazioni di polizia di varie parti del mondo.

## Storia
Dal 1981 la Lenco Industries con sede in Massachusetts, nota come Lenco Armored Vehicles, progetta e produce veicoli blindati per forze di polizia, forze armate, forze di sicurezza di governi e private. Lenco ha prodotto più di 5 000 veicoli blindati per le esigenze di oltre 40 Paesi di tutto il mondo.
Il BearCat è un tipo di veicolo utilizzato da numerosi organismi statunitensi delle forze armate e di polizia; acquistato dal governo australiano, è adoperato anche dai Police Tactical Group di tutti gli Stati e territori dell'Australia. Il BearCat si basa sul telaio del furgone commerciale Ford F-550 Super Duty, è disponibile con due motori (il V10 Triton a benzina e il 6,7 l turbodiesel), e un cambio automatico a sei rapporti. La carrozzeria blindata in acciaio di specifiche militari spesso 0,5-1,5 pollici (1,27-3,81 cm) è completata da vetro balistico certificato per resistere a munizioni .50 BMG, fondo veicolo a prova di esplosione, feritoie, sportello sul tetto/torretta ed equipaggiamenti e/o modifiche particolari per ciascun organismo quali luci/sirene/ariete/argani/videocamere termiche e fari brandeggiabili.
Il primo BearCat fu progettato e completato nell'agosto 2001 come derivato del più grosso Lenco B.E.A.R., su impulso dello Special Enforcement Bureau (SEB) del Los Angeles County Sheriff's Department come versione aggiornata e migliorata del loro blindato Cadillac Gage Ranger "PeaceKeeper", già in dotazione alle forze armate.

## Uso
I BearCat sono tipicamente descritti dagli organismi di polizia come "veicoli blindati di soccorso" e il loro principale impiego è trasportare operatori (SWAT/Special Reaction Teams) "andata e ritorno" in situazioni ostili e cooperare nel soccorso e protezione di normali cittadini in pericolo durante azioni terroristiche, incidenti con ostaggi, o scontri con grandi nuclei di aggressori. Il BearCat è progettato per offrire protezione contro un gran numero di armi leggere, esplosivi e IED. Come il suo fratello maggiore (B.E.A.R.) il BearCat può essere dotato del sistema di scala mobile "MARS" che permette agli operatori di accedere a posizioni elevate, come finestre al primo piano o aerei (fermi sulla pista).
Si ritiene che i Lenco BearCat abbiano salvato la vita di agenti in numerose scontri a fuoco. Nel 2010 ad Athens (Texas) un trasgressore armato sparò più di 35 colpi con un fucile semiautomatico AK-74 contro una squadra tattica di polizia. Nessun proiettile penetrò il BearCat. Nel giugno 2012 un BearCat appartenente al Central Bucks Emergency Response Team fu colpito da 28 colpi sparati da un "fucile ad alto potenziale" durante un assedio, ma nessun proiettile penetrò nel veicolo. Nel novembre 2015 la polizia usò un BearCat per mettere in salvo alcuni cittadini durante la sparatoria della sede Planned Parenthood di Colorado Springs. Il BearCat dell'Oklahoma County Sheriff's Office fu colpito da quattro a sette volte con un fucile durante un incidente il 29 dicembre 2015. Lo sceriffo Whetsel avrebbe detto che il BearCat aveva salvato la vita dei suoi vice. Il 12 giugno 2016 fu usato un BearCat per irrompere nel nightclub Pulse dopo che un uomo aveva sparato contro gli avventori, uccidendone 49 e ferendone 53.

## Varianti

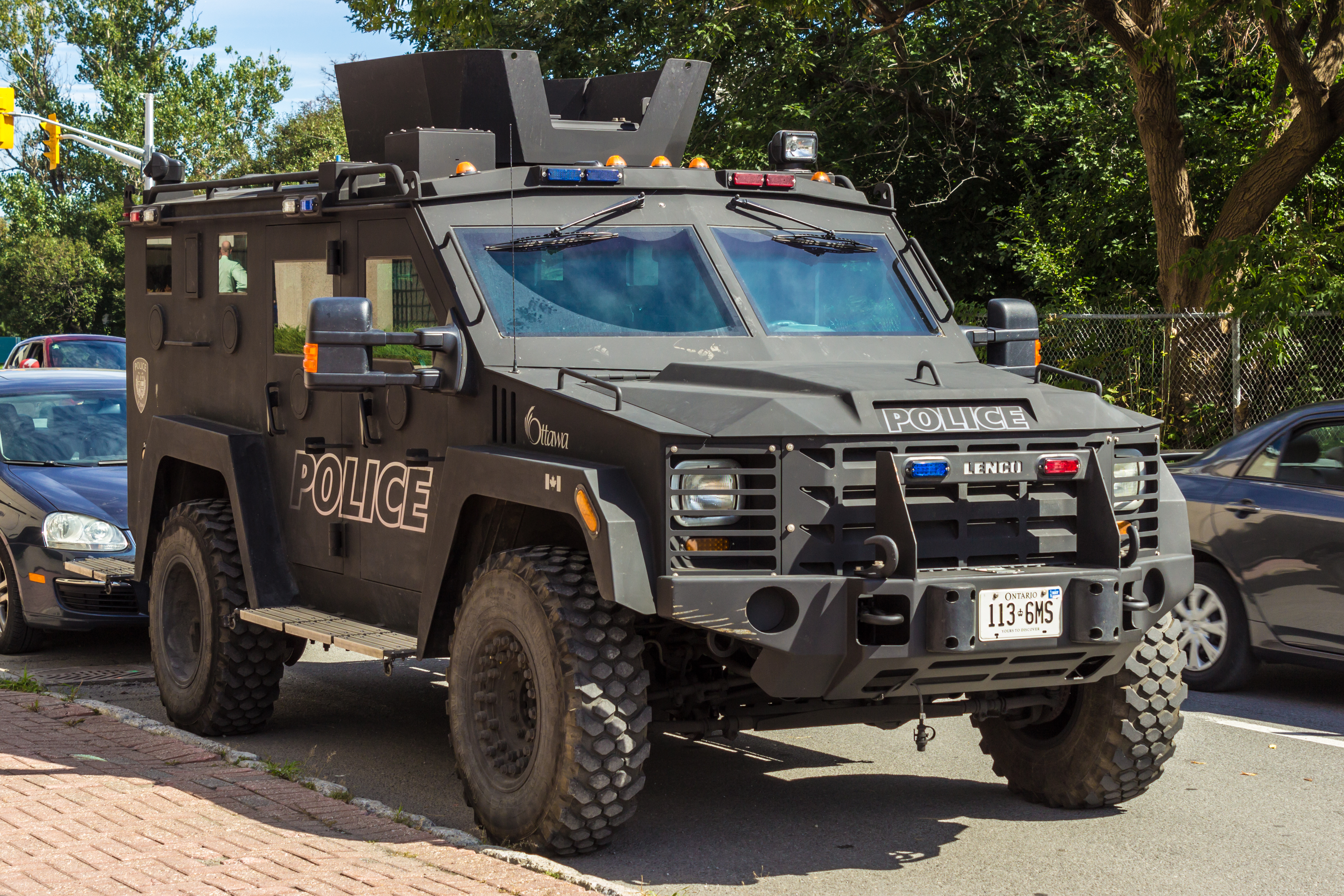
BearCat G3 dell'Ottawa Police Service

Al momento vi sono nove varianti del BearCat, alcune con caratteristiche uniche ed altre per scopi o committenti particolari.
- Military – versione militare
- LE – versione polizia (law enforcement)
- G3 – variante fuoristrada per polizia
- VIP/SUV – veicolo blindato per missioni diplomatiche
- Medevac LE – veicolo blindato per evacuazione medica ("MedCat" per polizia) — equipaggiato con due barelle, bombole di ossigeno, una postazione di lavoro illuminata e scomparti per riporre le attrezzature mediche e l'equipaggiamento.[21]
- Medevac Mil – veicolo blindato per evacuazione medica ("MedCat" per militari) — progettato per Tactical Combat Casualty Care (T3), equipaggiato con le stesse dotazione del MedCat LE, e quattro barelle.[21]
- Ordine pubblico
- Edizione equipaggiata con dotazioni da ordine pubblico, come segue.
  - Ariete idraulico (Front Plow) per spostare barriere pesanti
  - Costruzione con armatura in acciaio con pacchetto aggiuntivo e protezione da esplosivi
  - Pacchetto protezione tiratore con predisposizione per M249, Mk 19, M2
  - Pianale specifico per la missione, progettato per le esigenze dell'utente finale
  - Schermi protettivi per finestrini e fanali, LRAD, lancia-fumogeni
  - Motore V8 turbodiesel; 4x4 per prestazioni fuoristrada
  - Piattaforma commercial-off-the-shelf (COTS) (configurazione base) per una manutenzione facile e a basso costo
- G4 M-ATV – all-terrain vehicle blindato (Generazione 4)
- EOD (Explosive ordnance disposal) – veicolo blindato "BombCat" per unità artificieri con spazio per un grosso robot-artificiere, rampa e piattaforma a controllo idraulico per dispiegarlo. Può ancora prevedere videocamera con teleobiettivo sul tetto, sistema di illuminazione per l'area di intervento, videocamera termica, apparecchiatura di protezione NBC, e sensori di comunicazione avanzati a richiesta.[22][23]

## Accessori
La serie BearCat è personalizzabile con numerosi accessori a richiesta dei committenti. I BearCat possono essere dotati di sistemi di piattaforme elevabili mobili, chiamati Liberator e ARC di Patriot3, Inc. per consentire alle unità tattiche di accedere a una varietà di strutture elevate, come edifici a più piani, navi in banchina o aeromobili durante situazioni ad alto rischio di sequestro o terrorismo. Il LAPD ha uno dei suoi quattro blindati Lenco equipaggiato con questo apparato, in dotazione anche ad altre forze di polizia USA, locali o statali.
Tra i vari accessori del BearCat:
- luci/sirene di emergenza
- botola girevole sul tetto
- torrette motorizzate opzionali con o senza pannelli di vetro balistico e scudi antideflagranti
- feritoie
- argani elettrici
- protezione NBC
- telecamera di sicurezza
- Common Remotely Operated Weapon Station (CROWS) — sistema di controllo delle armi di bordo che permette all'operatore di usarle rimanendo protetto dal veicolo
- innesto per ariete idraulico
- diffusore di gas CS
- rilevatore di radiazioni
- sistemi di termocamera
- luci spot/diffuse.

## Utilizzatori

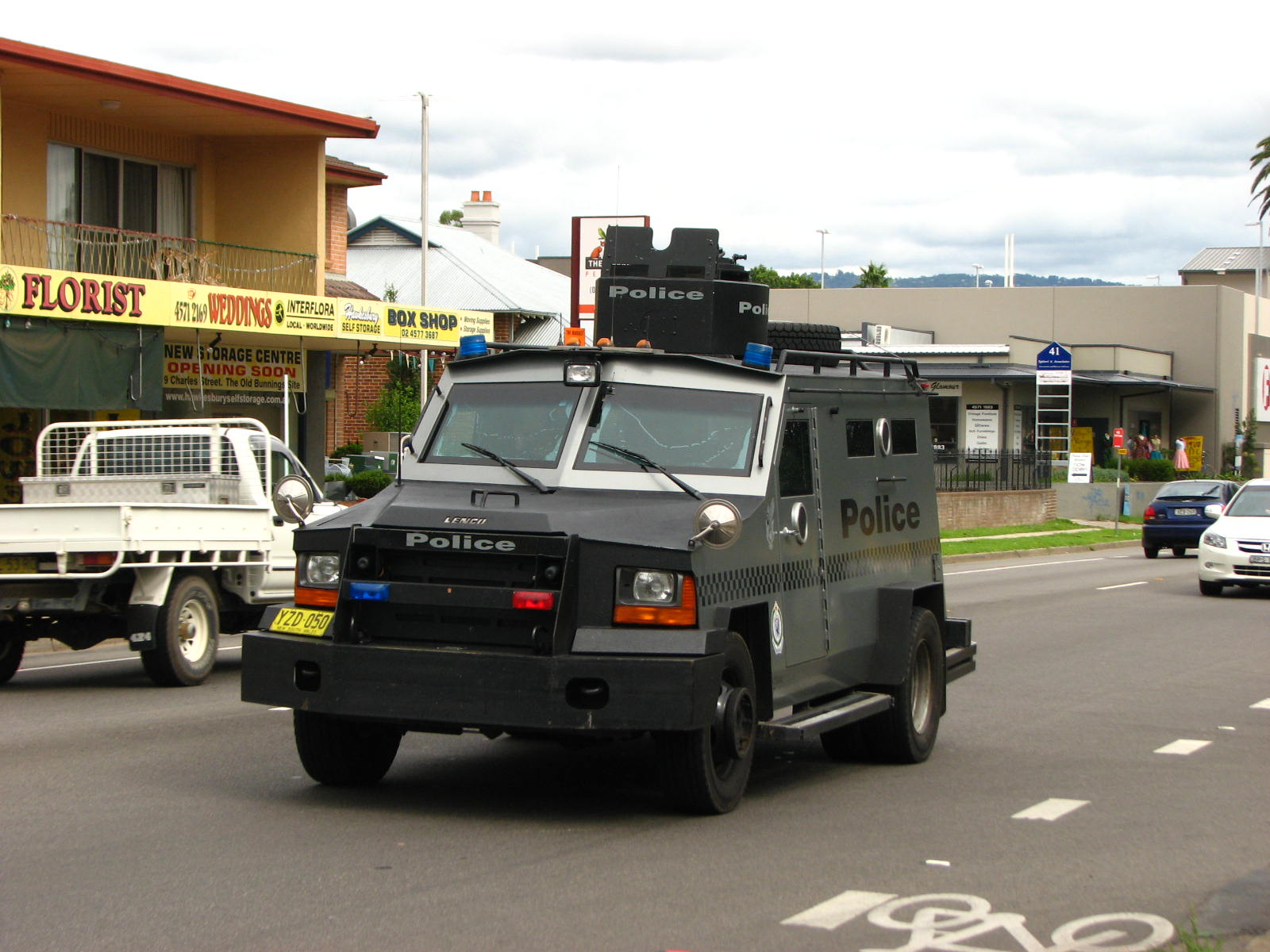
Blindato da soccorso Lenco BearCat della Tactical Operations Unit del New South Wales Police Force.

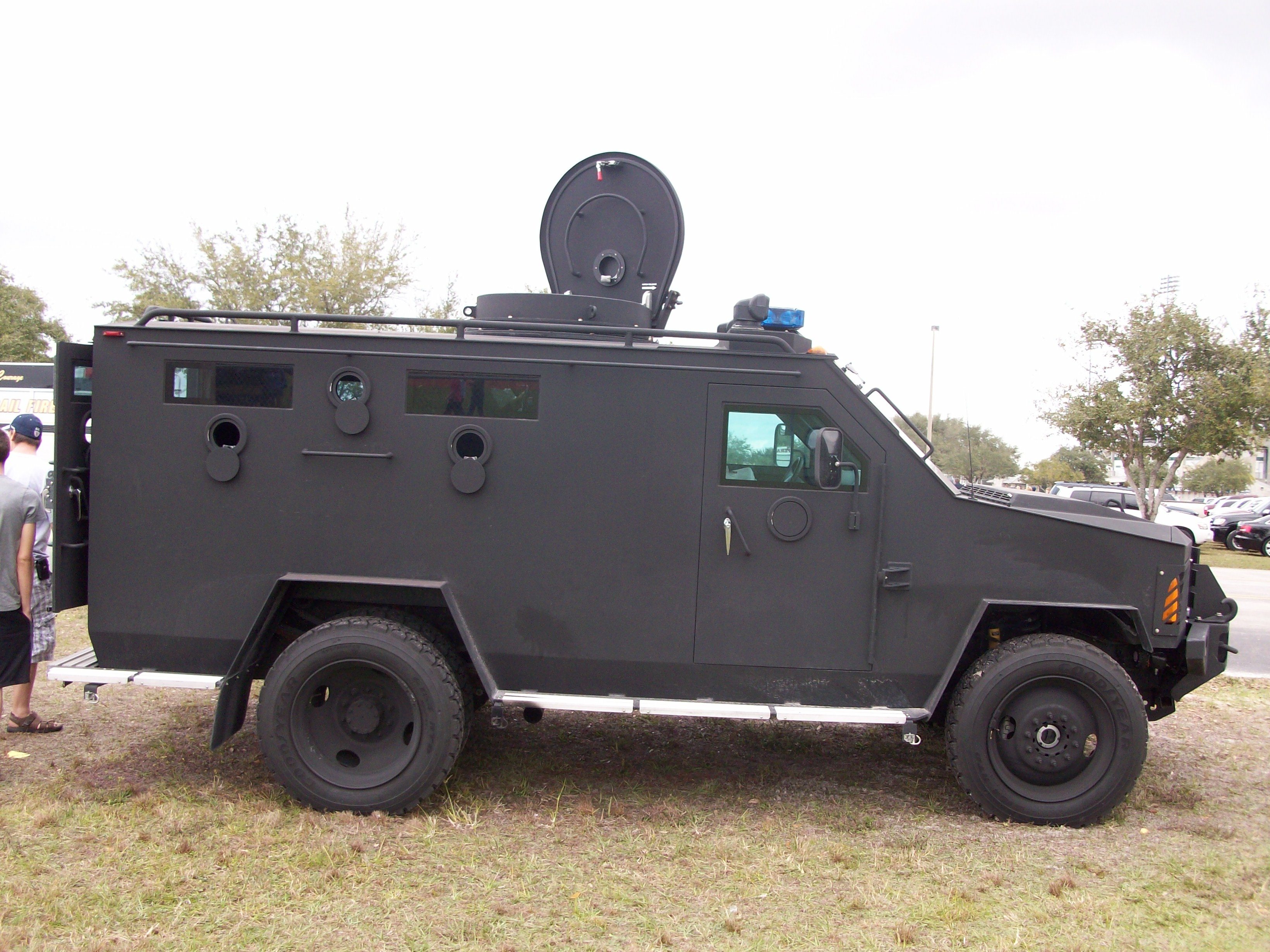
Lenco BearCat della squadra SWAT, Lee County Sheriff's Office (Florida)

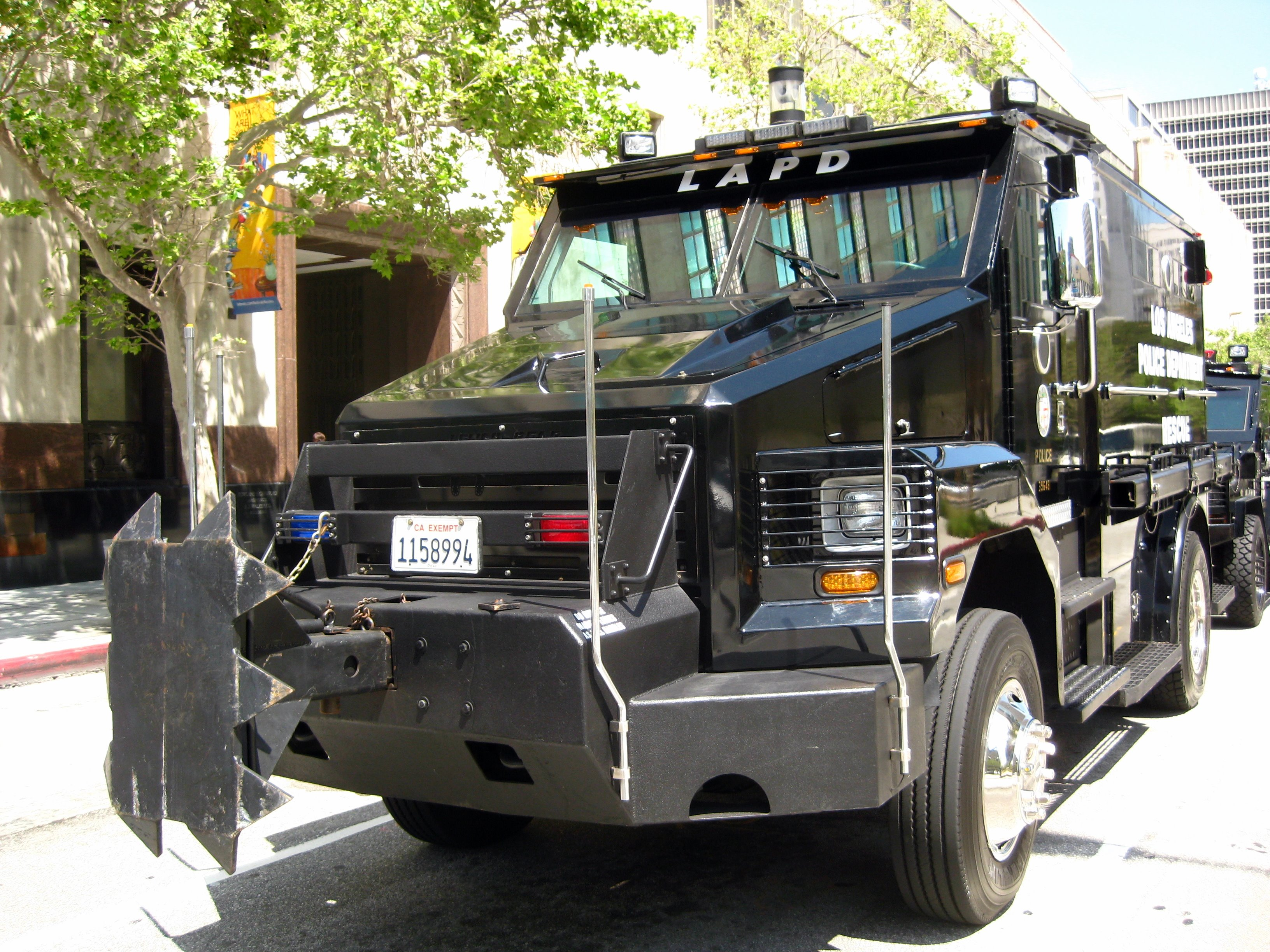
'Rescue 1' B.E.A.R, Los Angeles Police Department S.W.A.T., con ariete montato.

I seguenti organismi e dipartimenti di tutto il mondo hanno in dotazione BearCat in varie configurazioni. Ve ne sono oltre 500 solo negli Stati Uniti.
 Australia
- Australian Federal Police – Specialist Response Group[10]
- New South Wales Police Force – Tactical Operations Unit ×3 (Un esemplare del 2003,[26] uno del 2012[27] e uno del 2018[28])[29][30]
- Northern Territory Police – Territory Response Group[31][32]
- Queensland Police Service – Special Emergency Response Team ×2[33]
- South Australia Police – Special Tasks and Rescue Group[34]
- Tasmania Police – Special Operations Group[35][36]
- Victoria Police – Special Operations Group ×2 (variante 2018) e Critical Incident Response Team x1 (variante 2013)[37][38]
- Western Australia Police – Tactical Response Group ×2[39][40]

 Belgio
- Polizia locale di Anversa[41][42]

 Brasile
- Polizia militare dello Stato di Goiás – Batalhão de Operações Especiais[43]

 Canada
- Ottawa Police Service – Tactical Unit[44]
- Saskatoon Police Service – Emergency Response Team[45]

 Corea del Sud
- Agenzia Nazionale di Polizia (Corea del Sud) — Unità per operazioni speciali[46]

 Marocco
- Moroccan Auxiliary Forces – 88 blindati BearCat nelle varianti antisommossa, trasporto truppe, comunicazioni, protezione dei convogli e SWAT.[47]

 Paesi Bassi
- Korps Nationale Politie - Numerosi Lenco BEAR e Lenco BearCat in dotazione al Dienst Speciale Interventies. Un corpo di polizia composto da personale militare e di polizia, specializzato in operazioni antiterrorismo, cattura di persone di alto valore o ad alto rischio, dirottamenti di aerei e situazioni con ostaggi. Comprende anche operatori appartenenti allo M-Squadron delle NLMARSOF, forze per operazioni speciali del Korps Mariniers, sotto il comando della DSI per le operazioni antiterrorismo nazionali sul territorio olandese, specializzata in interventi complessi e su larga scala.[48]

 Serbia
- Vojska Srbije - Polizia militare[49]

 Taiwan

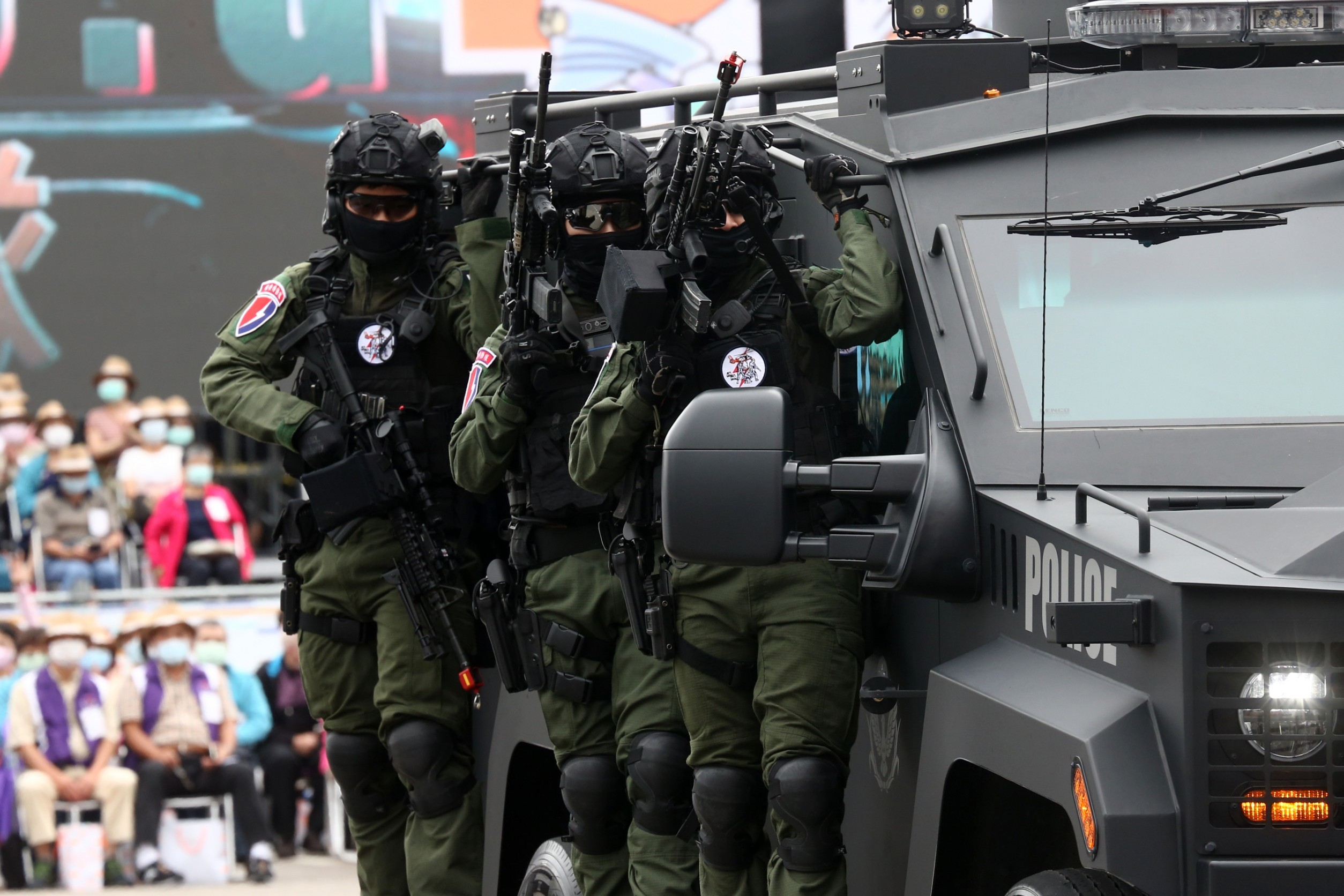
Lenco BearCat del Gruppo operazioni speciali, Agenzia di polizia nazionale (Taiwan)

- Agenzia di polizia nazionale (Taiwan) - Gruppo operazioni speciali[50]

 Stati Uniti
Forze di polizia federale
- Federal Bureau of Investigation – Special Weapons and Tactics[51]
- United States Department of Energy Oltre 80 Lenco BearCat su (8) siti DoE[52]
- United States Park Police[53]
- Kennedy Space Center – Emergency Response Team[54]

Polizia di Stato/locale
- Alaska State Troopers – 3[55]
- Bloomington Police Department[56]
- Boulder County Sheriff[57]
- Burbank Police Department – S.W.A.T.[58]
- Central Bucks Emergency Response Team[16]
- Chicago Police Department – S.W.A.T.[59]
- Clackamas County Sheriff's Office, CCSO SWAT. Clackamas County, OR x 1 Bearcat[60]
- Concord, New Hampshire, Police Department[61]
- Dallas Police Department (Texas) – S.W.A.T. x 2[62]
- Denver Police Department – S.W.A.T.[63]
- Des Moines Police Department; Des Moines, IA[64]
- Edmond Oklahoma Police Department - SWAT[65]
- Erie (PA) Bureau of Police[66]
- Honolulu Police Department – Specialized Services Division[67]
- Hudson County Sheriff's Department – S.W.A.T.[68]
- Humboldt County (CA) Sheriff's Department[69]
- Kansas Highway Patrol - Special Response Team and Mobile Field Force[70]
- Louisiana State Police – S.W.A.T.[71]
- Los Angeles County Sheriff's Department – Special Enforcement Bureau ×6 (Un B.E.A.R, tre BearCat, due Paramedic o MedCat)[72]
- Los Angeles Police Department – S.W.A.T. ×4 (Un B.E.A.R, due BearCat e un MedCat)[73]
- Lower Columbia SWAT, Cowlitz, Clark, Skamania, and Wahkiakum Counties – Washington State.[74]
- Miami Dade Police Department – S.T.R.[75][76]
- St Louis Metro Police Department– S.W.A.T[77]
- New Mexico State Police – Tactical Team[78]
- New York City Police Department Emergency Service Unit ×2[79][80]
- Northeast Massachusetts Law Enforcement Council (NEMLEC)[81]
- Oakland County Sheriff's Office - S.W.A.T.[19][82]
- Pasadena Police Department – S.W.A.T.[83]
- Passaic County Sheriff's Department – S.W.A.T.[84]
- Portland Police Bureau (PPB), Special Emergency Response Team, Portland, OR x 2 Bearcats, 1 Medcat[85]
- Portland Port Authority (PPA), Special Emergency Response Team, Portland, OR x 2 Bearcats[86]
- Prince William County Police Department SWAT[87]
- Unified Police Department of Greater Salt Lake[88]
- Riley County, KS Police Department[89]
- San Diego Police Department (California) – S.W.A.T.[90]
- San Francisco Police Department – S.W.A.T.[91][92]
- Santa Barbara Police Department[93]
- Seaside Police Department (California)[94]
- Southeast Idaho SWAT team[95]
- St. John the Baptist Parish Sheriff's Office – Crisis Management Unit (CMU)[96]
- Stockton Police Department (California) – S.W.A.T.[97]
- York County (Pennsylvania) Quick Response Team[98][99]
- Walworth County Sheriff's Office (Wisconsin)[100]

Forze armate
- United States Air Force 91st Security Forces Group[101]
- Marine Corps Security Force Regiment[102]